# LDN 483

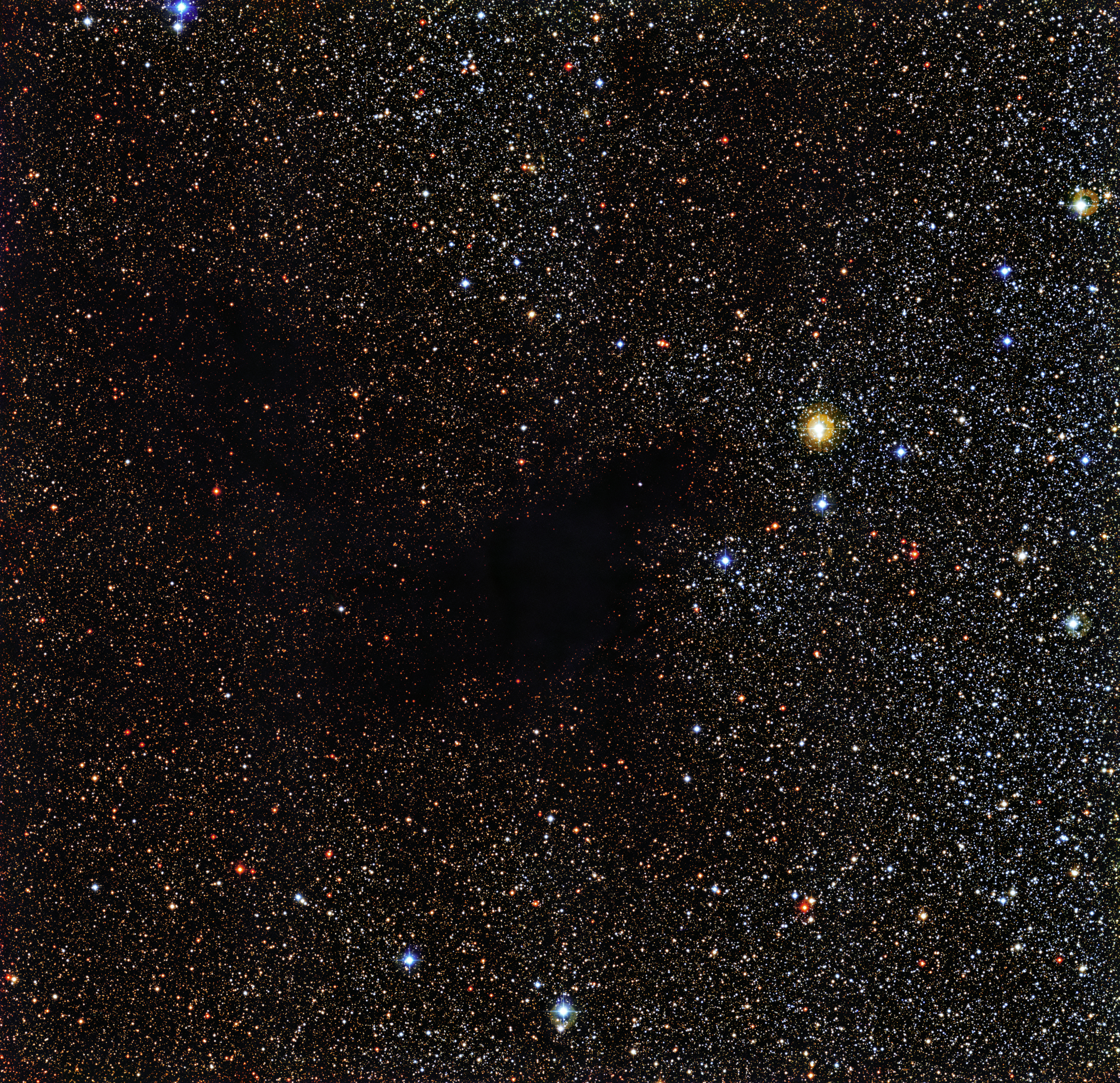

LDN 483 — високощільна молекулярна хмара з каталогу темних туманностей Ліндса. Такі хмари є місцем народження майбутніх зір. Знімок зроблено ширококутною камерою Wide Field Imager, змонтованою на 2.2-метровому телескопі MPG/ESO в обсерваторії ЕКА Ла Сілья в Чилі
LDN 483 розташована приблизно за 700 світлових років від Землі в сузір'ї Змії. Хмара містить багато пилу, який повністю блокує видиме світло далеких зірок, які перебувають за нею.
Астрономи, що вивчають зореутворення в LDN 483, виявили, що в надрах LDN 483 є протозорі. Вони являють собою просто кулі з газу й пилу, які стискаються під дією гравітації. Такі протозорі досить прохолодні, їх температура становить близько -250 ° С, і випромінюють вони лише у довгохвильовому субміліметровому діапазоні. Однак температура й тиск в ядрах протозір збільшуються.
У майбутньому — через мільйони років — у надрах LDN 483 народжуватиметься все більше й більше зір, із часом темна туманність розсіється і втратить свою непрозорість. Зорі, які вона наразі приховує, поступово стануть видимими.